# Axel Freudenberg
Axel Freudenberg, född 16 juni 1954 i Freiberg, är en tysk före detta simmare. 

## Karriär
Som 15-åring Freudenberg silver på 1 500 meter frisim vid junior-EM 1969 i Wien.
Vid olympiska sommarspelen 1972 i München tävlade Freudenberg på 1 500 meter frisim, där han blev utslagen i försöksheatet. Vid östtyska mästerskapen tog Freudenberg guld på 1 500 meter frisim 1972, silver 1971 och brons 1974.